# Piet Schreuders
Piet Schreuders (Rotterdam, 2 januari 1951) is een Nederlands grafisch ontwerper, uitgever, en radioprogrammamaker.

## Loopbaan
Vanaf 1969 studeerde hij rechten en Nederlands in Amsterdam, maar hij ging zich uiteindelijk richten op vormgeving. Hij werkte mee aan de vormgeving van onder andere Aloha en Hitweek. Hij is ontwerper en uitgever en 'Directeur' van de tijdschriften De Poezenkrant (sinds 1974) en Furore. Verder ontwierp hij cd-hoesjes en boekomslagen. Hij ontwierp onder andere voor het Rijksmuseum en voor de programma's van Van Kooten en De Bie -bijvoorbeeld de fictieve Juinensche Courant. 
Tot en met de vormgeving van complete werken zoals Kees van Kooten's tekstverzameling uit 2017: Karrevrachten pennevruchten. 
In 1977 zette hij zijn kritische kijk op vormgeving uiteen in zijn boze boek Lay In, Lay Out. De herziene versie ...en ander oud zeer werd in 1997  bekroond met de H.N. Werkmanprijs. Later werd hij artdirector van de VPRO Gids, waarvoor hij in 2003 de Mercur Award voor beste artdirector kreeg. 

### Radio en TV
In 1979 maakte hij samen met Theo Uittenbogaard voor de VPRO een documentaire over typografie in de krant, voor film, op TV en op straat in Los Angeles en Hollywood getiteld: HOLLYWOOD AT LAST!, Letters in Los Angeles, met een door hemzelf vervaardigde aftiteling; de meest uitgebreide ooit vertoond, zoals terug te zien in het tezelfdertijd uitgegeven 'gelegenheidsdrukwerkje' met dezelfde titel. 
Schreuders maakte voor de VPRO de radioprogramma's Vrije Geluiden en tussen 1992 en 2000 Instituut Schreuders.
In 1999 was hij onderwerp van De bril van Piet Schreuders, een aflevering van Het uur van de wolf.

### Gedenksteen
Aan de vooravond van W.F.Hermans' honderdste geboortedag werd op 31 augustus 2021 in de Nieuwe Kerk te Amsterdam, een gedenksteen onthuld ontworpen door Piet Schreuders, verluchtigd met een bronzen afbeelding van een slapende poes door Poezenkrant-tekenares Franka van der Loo, en voorzien van de tekst "Zlaap Zacht" omdat -althans volgens Hermans- poezen de letter 'S' niet kunnen uitspreken.

### Co-auteur
- 1976: Kerstnummer Grafisch Nederland: Vrijheid van drukpers, collage (vormgeving)
- 1997: The Dell 'mapbacks', (samenstelling en vormgeving, met editor John Kirkpatrick) ISBN 90-6450-304-4
- 2005: The Paperback Art of James Avati (met Kenneth Fulton)
- 2008: Het Londen van The Beatles (met Mark Lewisohn en Adam Smith)
- 2009: Chalet Georges-Maurice 1909-2009 (met Ileen Montijn) (voorwoord en vormgeving)
- 2011: VPRO Gids Covers (met Beate Wegloop) (Best Verzorgde Boek)
- 2016: Mark Smeets 1942-1999: De triomf van het tekenen (met Fake Booij, René Windig en Luuk Smeets)
- 2023: Het universum van Willem Frederik Hermans (met Max Pam en Hans Renders)